# Xã Cresco, Quận Kossuth, Iowa
Xã Cresco (tiếng Anh: Cresco Township) là một xã thuộc quận Kossuth, tiểu bang Iowa, Hoa Kỳ. Năm 2010, dân số của xã này là 837 người.